# 버닝 맨

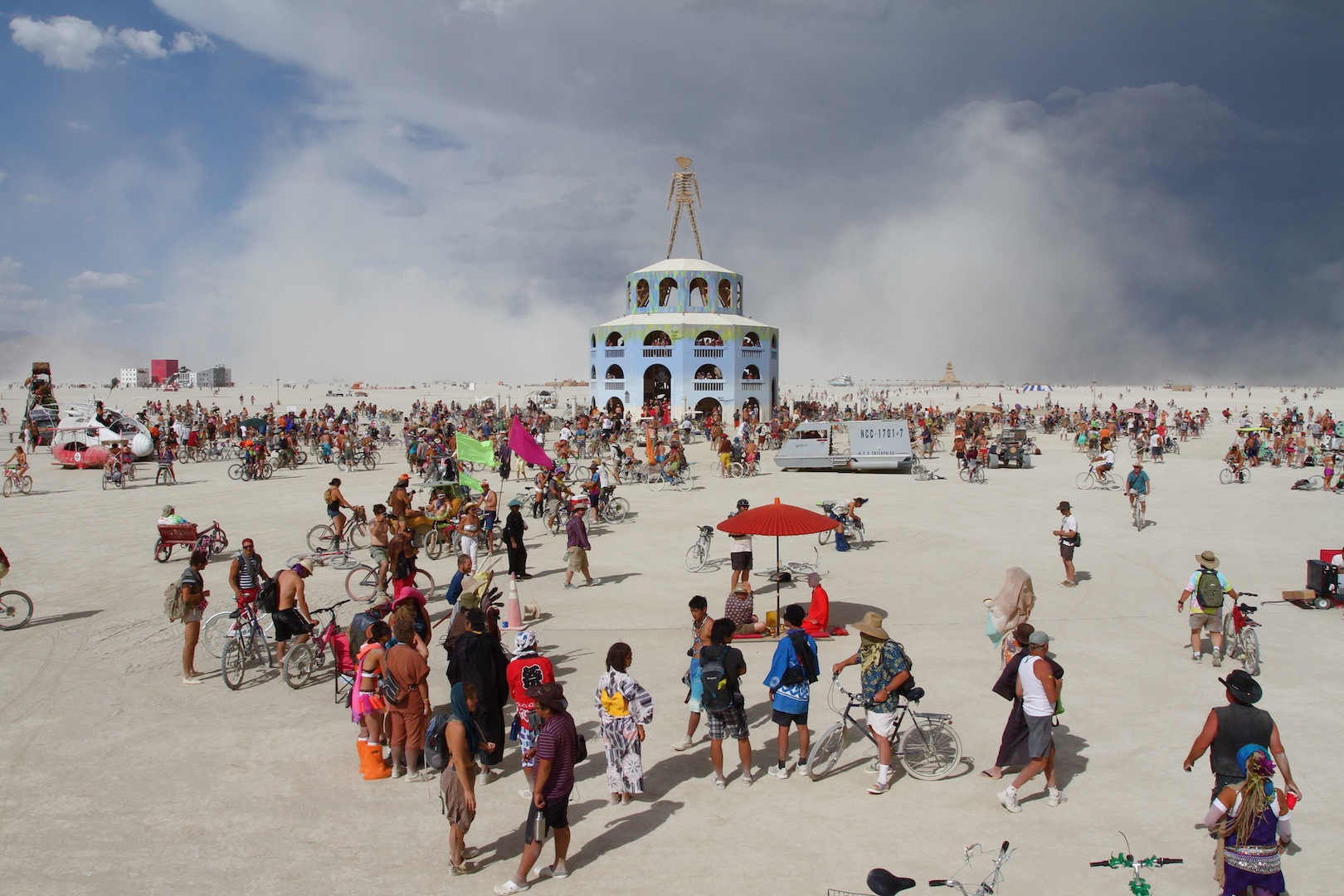
버닝 맨

버닝 맨(Burning Man)은 미국 네바다주 블랙록 사막에서 개최되는 행사이다. 일 년에 한 번, 일주일에 걸쳐 개최된다. 8월의 마지막 월요일부터 9월 첫째 월요일 (노동절)까지 개최된다. 각 참가자는 플라야(Playa)라 불리는 염전에서 공동 생활을 하여 그곳에서 자신을 표현하면서 생존한다. 이 실험적인 지역 사회는 스스로를 가상의 도시 블랙록시티(Black Rock City, BRC)라고 불린다. 블랙록시티는 직경 2.4km의 큰 부채 형의 시가지와 중심부 오픈 스페이스 및 주변부로 이루어진 총 면적 약 4.5 평방 킬로미터의 오각형의 도시이며, 생활하는 사람들의 수는 약 5만명 정도이다. 버닝 맨이라는 이름은 토요일 자정, 도시의 상징으로 공간의 중심의 사람 모양의 조형물 더 맨(The Man)에 불을 내고 그것을 완전히 소각하는 것에 유래한다.